# 294年
| 千纪： | 1千纪                                                                                           |
| 世纪： | 2世纪 \| 3世纪 \| 4世纪                                                                         |
| 年代： | 260年代 \| 270年代 \| 280年代 \| 290年代 \| 300年代 \| 310年代 \| 320年代                       |
| 年份： | 289年 \| 290年 \| 291年 \| 292年 \| 293年 \| 294年 \| 295年 \| 296年 \| 297年 \| 298年 \| 299年 |
| 纪年： | 甲寅年（虎年）；西晋元康四年                                                                    |

## 大事记
- 西晉饥荒。
- 五月，匈奴人郝散於上黨郡縠遠縣故地率領部眾叛亂，並進攻上黨郡治所潞縣，殺害郡中官員。至八月，郝散又率部眾向朝廷歸降，但在經過馮翊郡時被該郡都尉殺死。
- 慕容廆迁居大棘城。

## 各国领袖

### 亞洲
- 中國 - 西晋皇帝：晋惠帝司马衷（290年－306年）
- 拓跋部 - 
  1. 拓跋弗（293年－294年）
  2. 拓跋禄官，东部大人（294年－307年）
  3. 拓跋猗㐌，中部大人（294年－305年）
  4. 拓跋猗卢，西部大人（294年－316年）
- 铁弗 - 誥升爰（272年－309年）
- 南匈奴 - 劉淵，左部帅（279年－304年）
- 慕容鲜卑 - 慕容廆（285年－333年）
- 朝鲜半岛（朝鲜三国时代）
  - 百济 - 責稽王，百济王（286年－298年）
  - 伽耶 - 居叱弥王，伽耶君主（291年－346年）
  - 高句丽 - 烽上王，高句丽王（292年－300年）
  - 新罗 - 儒禮尼師今，新罗王（284年－298年）
- 日本- 誉田别尊，倭国国王（270年－310年）
- 亚美尼亚- 梯里达底三世，亚美尼亚王（287年－330年）
- 古卡特利王国（格鲁吉亚库思老王朝） - 米利安三世，伊比利亚国王（284年－361年）
- 巴克特里亞与健馱邏國- Hormizd一世（265年－295年）
- 印度笈多王朝 - 瓶首王（英语：Ghatotkacha (king)），笈多国王（280年－319年）
- 西薩特拉普王朝- Bhratadaman（278年－295年）

### 中东
- 东罗马帝国（四帝共治制） - 
  - 戴克里先，东方奥古斯都（284年－305年）
  - 伽列里乌斯，东方凯撒/执政官（293年－311年）
- 波斯萨珊王朝 - 纳塞赫，波斯沙汗沙（293年－302年）

### 欧洲
- 西罗马帝国（四帝共治制） - 
  - 馬克西米安，西方奥古斯都（286年－305年）
  - 君士坦提烏斯一世，西方凯撒/执政官（293年－306年）
- 爱尔兰 - Fiacha Sraibhtine，爱尔兰高王（285年－322年）

### 非洲
- 库施王朝 - Yesebokheamani（283年－300年）
- 阿克苏姆王国王朝 - Endubis（c.270－c.300年）

## 逝世
- 石鉴，正月初一，西晋安昌元公。
- 郝散，匈奴人，西晉時一名叛變領袖。
- 傅咸，西晋司隶校尉。
- 拓跋弗，西晉時期索頭部鮮卑族領袖，293年至294年在位，是南北朝時期北魏皇帝的先祖。魏道武帝拓跋珪的高祖父，其父為拓跋沙漠汗，死后叔父拓跋禄官继任。
- 唐彬，字儒宗，西晉官员、武將。